# Physics Letters
A Physics Letters egy 1962-es alapítású lektorált fizikai szakfolyóirat, melyet egy kötetben 1966-ig forgalmaztak, ezt követően tartalma szerint egy A és egy B kötetre vált szét. Kiadója az Elsevier, mely a két folyóiratból évente összesen 48-at ad közre.

## Tartalma
A folyóirat két szekcióban jelenik meg:
- Physics Letters A:[1] általános fizika, nemlináris jelenségek, statisztikus fizika, atom- és molekulafizika, plazmafizika, folyadékok, kondenzált anyagok fizikája, határterületek, biofizika, nanotechnológia, kvantummechanika, optika.
- Physics Letters B:[2] részecskefizika, magfizika, kozmológia.

## Tudománymetrikai adatai
| Mérőszám                                                | 2015          | 2015         |
| Mérőszám                                                | Phys. Lett. A | Phys Lett. B |
| ------------------------------------------------------- | ------------- | ------------ |
| Összes publikáció                                       |               |              |
| Impaktfaktor (hatástényező)                             | 1,677         | 4,787        |
| Az impaktfaktor ötéves átlaga (five-year impact factor) | 1,627         | 3,966        |
| Közvetlenségi index (immediacy index)                   |               |              |
| Az idézések felezési ideje (cited half-life)            |               |              |
| EigenFactor-pontszám                                    | 0,027         | 0,095        |
| A cikkek hatása (Article Influence Score)               | 0,51          | 1,489        |
| CiteScore                                               | 1,74          | 4,56         |
| (Source-Normalized Impact per Page, SNIP)               | 1,155         | 1,906        |
| SCImago-rang                                            | 0,755         | 3,186        |
| H-index                                                 | 137           | 216          |
| 1. 2. 3. 4. 5. 6. 7.                                    |               |              |